# Долинское (Херсонская область)
Долинское (укр. Долинське) — село в Крестовской сельской общине Каховского района Херсонской области Украины. В 2022 году, во время вторжения России на Украину, село было захвачено. На данный момент находится под оккупацией ВС РФ.
Население по переписи 2001 года составляло 1039 человек. Почтовый индекс — 75224. Телефонный код — 5538. Код КОАТУУ — 6525481101.

## Местный совет
75224, Херсонская обл., Каховский р-н, с. Долинское, ул. Мира, 4/4